# 슈쿠가와라역 (아오모리현)
슈쿠가와라역(일본어: 宿川原駅)은 일본 아오모리현 미나미쓰가루군] 오와니정에 위치한 고난 철도 오와니 선의 철도역이다. 단선 승강장 1면 1선의 구조를 갖춘 지상역이다.

## 역 주변
- 아오모리 현도 201호 구라다테오와니 선

## 역사
- 1952년 1월 26일 : 히로사키 전기 철도에 의해 개업.
- 1970년 10월 1일 : 고난 철도로 양도.
- 2002년 1월 7일 : 사바이시 역 부근으로 200m 이전

## 인접 역
| 고난 철도 오와니 선 | 고난 철도 오와니 선 | 고난 철도 오와니 선        |
| ------------------- | ------------------- | -------------------------- |
| 오와니 오와니 방면  | ■ 고난 선           | 사바이시 주오히로사키 방면 |